# Кантоська рівнина
36° пн. ш. 140° сх. д. / 36° пн. ш. 140° сх. д.
Кантоська рівнина (яп. 関東平野, かんとうへいや, канто хейя, «рівнина Канто») — найбільша рівнина в Японії, на сході острова Хонсю, в регіоні Канто.

## Короткі відомості
Кантоська рівнина займає площу понад 17 000 км² і складає більшу частину регіону Канто. На теренах рівнини розташовані Токіо, префектура Сайтама, префектура Канаґава, префектура Тіба, префектура Ібаракі, префектура Ґумма і префектура Тотіґі.
Північні кордони Кантоської рівнини сягають гір Абакума, гірських хребтів Ямідзо та Асіо, а також вулканічного поля вулканічного поясу Насу. На заході рівнина межує з горами Канто, а на півдні з пагорбами півостровів Босо та півостровом Міура, затоками Токіо та Саґамі. Східна частина рівнини обмежена морем Касіма та пляжем Кудзюкурі.
Більшість річок рівнини беруть початок в північних або західних горах і течуть на схід або південний схід, впадаючи у Тихий океан, Токійську або Саґамійську затоки. Центральною частиною Кантоської рівнини протікає річка Тоне, західною — річки Ватарасе, Кіну, Кокай, Нака і Кудзі, а південною — річки Ара, Тама, Саґамі та Сакава. З усіх цих річок Тоне має найширше русло. Площа її басейну становить 16,840 км² і є найбільшою в Японії.
Окрім алювіальних рівнин, значну частину Кантоської рівнини формують великі плато Омія, Мусасіно, Саґамі та Дзьосо. Вони розбиті на невеликі плато долинами мілких річок. Поверхня усіх плато вкрита товстим шаром глинистої породи вулканічного походження. Вважається, що це залишки вулканічного пилу сусідніх гір-вулканів півночі — Асама, Харуна, Акаґі, а також підвня — Хаконе і Фудзі.
Пагорби Кантоської рівнини стоять на третинному шарі і здіймаються вище ніж плато, що їх оточують. Висота пагорбів Тама і Саяма коливається між 100 і 200 м над рівнем моря, а висота західних пагорбів Хікі, Кома, Кусахана та Кадзі дорівнює близько 200 м.
Вся рівнина з пагорбами і плато має схил в бік басейну річки Тоне і Токійської затоки. Тектонічні процеси в регіоні тривають, про що свідчить поступове затоплювання центральної частини Кантоської рівнини.